# Ogre Battle: The March of the Black Queen
Ogre Battle: The March of the Black Queen (яп. 伝説のオウガバトル Densetsu no Ōga Batoru, «Legendary Ogre Battle») — компьютерная игра в жанре тактической стратегии с элементами ролевой игры, вышедшая в Японии в 1993 году, а через два года и в Северной Америке. Является первой игрой серии Ogre Battle.

## Обзор
Ogre Battle: The March of the Black Queen начинается на окраине Зетегинанской империи, через двадцать четыре года после основания Империи. Главный герой поднимает революцию против Империи, которая повернулась на сторону зла.

### Режимы игры
В игре два главных режима игры, карта мира и тактическая карта.